# Antoni Popescu
Antoni Popescu (rum. Antonie Vodă din Popești), hospodar Wołoszczyzny w latach 1669–1672.
Pochodził z lokalnej rodziny bojarskiej. Protegowany potężnej rodziny Cantacuzino, na której czele stał Șerban Kantakuzen, zastąpił za jego sprawą na tronie Radu Leona, który obrócił się przeciwko Cantacuzino wobec zamieszek antygreckich. W opozycji do niego był ród Ghica, który ostatecznie doprowadził do zastąpienia go na tronie przez jednego ze swoich przedstawicieli.
Źródło: J. Demel, Historia Rumunii, Wrocław 1970.